# Aethalops
Aethalops ist eine Gattung in der Familie der Flughunde mit zwei Arten, die in Südostasien vorkommen.

## Merkmale
Mit einer Kopf-Rumpf-Länge von 65 bis 73 mm und einer Unterarmlänge von 42 bis 52 mm (bis 46 mm bei A. aequalis) zählen die Arten zu den kleinsten Flughunden, ein Schwanz fehlt. Ein Exemplar von A. alecto wog 19,3 g. Die Farbe des dicken Fells variiert oberseits zwischen grau, schwarz und rotbraun (bei A. aequalis). Auf der Unterseite ist das Fell allgemein heller. Beide Arten besitzen eine schmale fellbedeckte Schwanzflughaut (Uropatagium) und einen kurzen Fersensporn (Calcar). Im Gegensatz zu Balionycteris maculata kommen keine hellen Punkte auf der Flughaut vor. Die Aethalops-Arten besitzen nur zwei untere Schneidezähne und in jeder oberen Kieferhälfte einen äußeren Backenzahn weniger als Balionycteris maculata.

## Verbreitung und Lebensraum
Das Verbreitungsgebiet des Gewöhnlichen Zwergflughundes reicht vom Süden der Malaiischen Halbinsel über Borneo, Sumatra, Java und Bali bis Lombok. Der Borneo-Zwergflughund kommt nur im Norden Borneos vor. Die Arten leben in waldbedeckten Gebirgen zwischen 600 und 2.700 Metern Meereshöhe. Sichtungen über 1.800 Meter Meereshöhe sind jedoch selten.

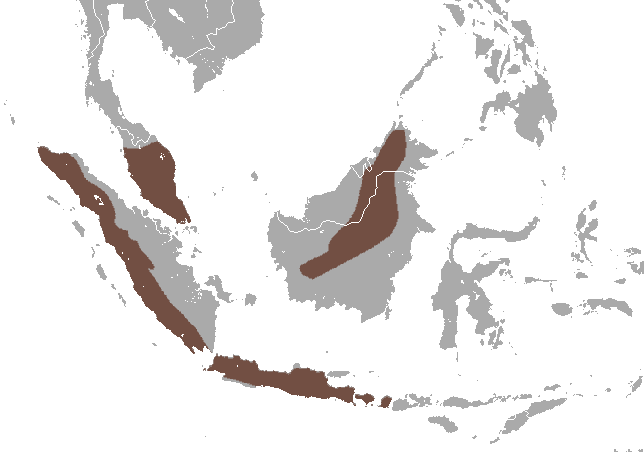
Verbreitung des Gewöhnlichen Zwergflughundes
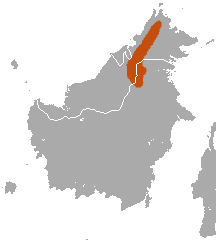
Verbreitung des Borneo-Zwergflughund

## Lebensweise
Diese Flughunde sind nachtaktiv. Sie ruhen kopfüber im Geäst der Bäume, wo sie sich mit den Füßen festhalten. Dort schlafen sie allein oder in kleinen Gruppen mit zwei oder drei Individuen. Die Nahrung besteht unter anderem aus Fruchtsaft, wobei die festen Bestandteile wieder ausgespuckt werden. Weiterhin fressen die Arten Nektar und Pollen. Sie können dabei wie Kolibris vor der Blüte flattern, ohne ihre Position nennenswert zu verändern.
Die Fortpflanzung entspricht vermutlich anderen Flughunden mit einem Wurf pro Jahr der nur aus einem Jungtier besteht.

## Systematik
Das Taxon Borneo-Zwergflughund (Aethalops aequalis) wurde bis in die 1990er Jahre als Unterart des Gewöhnlichen Zwergflughundes (Aethalops alecto) gelistet. Verschiedene morphologische Abweichungen führten zur Anerkennung als Art. So sind bei Aethalops aequalis alle Schneidezähne gleich lang, während die inneren oberen Schneidezähne bei Aethalops alecto kleiner sind als die äußeren.

## Status
Baumfällungen als forstwirtschaftliche Maßnahme oder Brandrodungen zur Gewinnung von Ackerland können die Bestände langfristig bedrohen. Allgemein kommen beide Arten noch recht häufig vor, so dass sie von der Weltnaturschutzunion (IUCN) als nicht gefährdet (Least Concern) gelistet werden.